# Horní Dunajovice
Horní Dunajovice (en allemand : Ober Dannowitz) est une commune du district de Znojmo, dans la région de Moravie-du-Sud, en République tchèque. Sa population s'élevait à 626 habitants en 2019.

## Géographie
Horní Dunajovice se trouve à 12 km au sud-ouest de Hrušovany nad Jevišovkou, à 19 km au nord-est de Znojmo, à 43 km au sud-ouest de Brno et à 177 km au sud-est de Prague.
La commune est limitée par Višňové au nord, par Trstěnice et Morašice à l'est, par Želetice et Žerotice au sud, et par Výrovice et Mikulovice à l'ouest.

## Histoire
La première mention écrite de la localité date de 1358.